# Princess Margaret Mountain
Princess Margaret Mountain är ett berg i Kanada.   Det ligger i provinsen Alberta, i den centrala delen av landet, 3 000 km väster om huvudstaden Ottawa. Toppen på Princess Margaret Mountain är 2 486 meter över havet, eller 4 meter över den omgivande terrängen. Bredden vid basen är 0,12 km.
Terrängen runt Princess Margaret Mountain är bergig västerut, men österut är den kuperad. Närmaste större samhälle är Canmore, 8,6 km söder om Princess Margaret Mountain. 
Trakten runt Princess Margaret Mountain består i huvudsak av gräsmarker. Trakten runt Princess Margaret Mountain är nära nog obefolkad, med mindre än två invånare per kvadratkilometer.